# مغامرات جول فيرن
مغامرات جول فيرن (بالإنجليزية:JV- The Extraordinary Adventures of Jules Verne) مسلسل رسوم متحركة إيطالي من عرض لأول مره في عام 2013 واستمر عرضه حتى عام 2014 ولقد تم دبلجته للغة العربية.

## القصة
تدور قصة هذا المسلسل حول الشاب جول فيرن البالغ من العمر 16 سنة والذي يرغمه والده على دراسة القانون من أجل أن يصبح محاميا مثله لكنه يتخلف عن معضم الحصص للانضمام إلى مجلة le conte de voyage برئاسة الصحفي ألتيميوس لوكاس لكن يوجد من يعيق طريقهم وهو القبطان نيمو الذي مر بماض قاسي فأصبح يكرس حياته في السيطرة على الكهرباء وكان هو السبب في الحادث الذي أعرج ساق ألتيميوس لوكاس ويطمح نيمو أيضا بأن يجعل جول قائدا لمجموعته لكنه يرفض كلما طلب منه ذلك

## الشخصيات
جول فيرن : هو شاب يبلغ من العمر 16 سنة ذكي ويحب الكتابة غريب الأطوار يخوض رحلاته مع الصحافي ألتيميوس لوكاس وغالبا وماينقضهم من أصعب المواقف مما يجذب انتباه القبطان نيمو. واقع في حب أميلي لوكاس ابنة ألتيميوس لوكس وغالبا ما يقعون بواقف محرجة ولكن تحذف على الأرجح في القنوات العربية من أجل الأطفال
أميلي لوكاس : وهي ابنة ألتيميوس لوكاس تبلغ من العمر 16 سنة وهي ذكية رشيقة ورياضية تتميز بشخصيتها القوية شجاعتها ورقتها ولطفها وهي مغرمة بجول فيرن وغالبا مايقعون بمواقف محرجة
ألتيميوس لوكاس : وهو الصحفي الهادئ الذي يتميز بخبرته العالية في هاذا المجال وهو أعرج بسبب حادث ما
ديلونوي : وهو المحاسب الخاص بمجلة le conte de voyage وهو يتميز بتذمره الدائم تجاه الرحلات أو المبالغ المدفوعة
آستر : وهي ربة المنزل تحاول أن تجعل أميلي أكثر أنوثة من خلال اتباع كتب وأدلة

## روابط خارجية
- مغامرات جول فيرن على موقع IMDb (الإنجليزية)
- مغامرات جول فيرن على موقع كينوبويسك (الروسية)
- مغامرات جول فيرن على موقع قاعدة بيانات الفيلم (الإنجليزية)
- على قاعدة بيانات الأفلام على الإنترنت مع الحلقات والقصة
- الموقع الرسمي للمسلسل (بالإيطالية)